# Анциферово (платформа)
Анци́ферово — остановочный пункт Казанского направления Московской железной дороги в городском округе Ликино-Дулёво Московской области.
Единственная островная пассажирская платформа. Переход пассажиров на платформу осуществляется по настилам через пути. Не оборудована турникетами.
Поблизости расположена улица Железнодорожная деревни Анциферово (ранее разъезд Анциферово); далее по направлению от Москвы, к югу от железной дороги, деревня Яковлевская городского округа Ликино-Дулёво, к северу от платформы деревня Чисто-Перхурово городского округа Павловский Посад, туда ведёт асфальтовая дорога.
Время движения от Казанского вокзала — около 1 часа 35 минут.
До 1999 года Анциферово была станцией, имела два дополнительных пути (разобраны в конце 1990-х годов). Также имелась узкоколейная железная дорога.